# Simeto
O Simeto (em siciliano Simetu) é o principal rio da Sicília (Itália). Todo o curso do rio é situado na província de Catânia, já sua bacia estende-se também nas províncias de Messina e de Enna. 
Tem 113 quilômetros de percurso, nascendo a 1700 metros de altitude nos montes Nébrodes e deságua no mar Jônico.